# چن هسیائو یون
چن هسیائو یون (۱۹۵۸)، نام واقعی چن یون شیا (陳雲霞)، خواننده موسیقی پاپ هوکین تایوانی است. او از دبیرستان اقتصاد خانگی و بازرگانی استانی تایچونگ فارغ‌التحصیل شد و به عنوان حسابدار کار کرد. وقتی جوان بود، با یکی از دوستانش یک کافی شاپ را تأسیس کرد و در حین کار در آنجا، قبلاً به خاطر آواز خواندن مکررش مورد توجه قرار گرفت. او بعداً برای آواز خواندن در هتلی در تایچونگ انتخاب شد. و سپس توسط یک شرکت ضبط دعوت شد، کار خود را به عنوان یک خواننده آغاز کرد. او اکنون از خوانندگی بازنشسته شده است.
آهنگ پرطرفدار «بانوی رقصنده» یک آهنگ محبوب بود و در تمام خیابان‌ها خوانده می‌شد. با این حال، از آنجایی که هنوز دوره حکومت نظامی بود، موضوع آهنگ مربوط به زندگی شبانه در بازارهای شبانه تایوان بود و وضعیت غم‌انگیز رقصندگان در جامعه را به تصویر می‌کشید.